# Elena Čepčeková
Elena Čepčeková, rodným jménem Elena Kaššová (26. ledna 1922 Dolná Ždaňa – 6. ledna 1992 Bratislava) byla slovenská prozaička, básnířka a dramatička, autorka literatury pro děti a mládež. Publikovala i pod jménem po druhém manželovi Elena Benešová a pod pseudonymem Elena Hronská

## Životopis
Narodila se v rodině malorolníků a vzdělání získávala v Dolní Ždani, Levicích, Banské Bystrici a Zvolenu. Po 2. světové válce začala pracovat jako učitelka v Kostoľanech pod Tribečom, později pracovala jako úřednice v Bratislavě a v Československém státním filmu. V letech 1950–1954 byla vedoucí redaktorkou časopisu Ohník, v letech 1955–1957 časopisu Zornička, krátký čas byla i ředitelkou Domu osvěty v Novém Městě nad Váhom. V roce 1968 byla krátce také redaktorkou obnoveného časopisu Slniečko. Pak se přestěhovala do Bánovců nad Bebravou, kde se věnovala literární činnosti.

## Tvorba
Věnovala se výhradně tvorbě pro děti a mládež, a to jak poezii, tak i próze a dramatu. Náměty pro její díla se stal svět přírody, současný život na vesnici i ve městě, rodinné, školní a internátní prostředí, malí i dospívající hrdinové, ale nejvíce se v jejím díle objevují jako hrdinky dívky. Psala veršované pohádky, hrdinskou a životopisná epiku, pohádky, novely a romány; napsala však také loutkové hry a pohádkové seriály pro rozhlas a televizi. Obsáhlá širokou škálu čtenářů od úplně nejmenších až po dospívající mládež.
Za své dílo získala Cenu Fraňa Krále.

## Dílo

### Poezie
- 1948 – Slniečko
- 1950 – Tá naša dedinka
- 1952 – Svitol dníček
- 1955 – Stračia nôžka
- 1956 – Hrdinovia
- 1956 – Myšky, myšky, utekajte
- 1958 – O lenivom kladivku
- 1959 – Utopený mesiačik, veršovaná rozprávka
- 1960 – Dve mačiatka
- 1961 – Čo môžeme - pomôžeme
- 1963 – Cvičíme so zvieratkami
- 1969 – A ja som už veľká
- 1971 – Veľký kráľ a malá myš
- 1987 – Zrkadielka

### Próza
- 1951 – Lístok Tuláčik
- 1953 – Černobodka
- 1960 – Dievča z majera, román s autobiografickými črtami
- 1961 – Marcela, neplač, novela
- 1961 – My s červenou hviezdičkou
- 1962 – Výhovorka býva horká
- 1964 – Mýlka neplatí, román
- 1966 – Vierino veľké tajomstvo, román
- 1967 – O jedno prosím (spoluautor Irena Bluhová)
- 1970 – Meduška, rozprávky
- 1971 – Meduška a jej kamaráti, rozprávky
- 1971 – Jedenásť princezien a šašo
- 1971 – Móda, nemóda
- 1972 – Serenáda pre Martinu
- 1973 – Tutulaj a Vrtichvost''
- 1973 – Monika
- 1974 – Nezabudni, Monika
- 1978 – Kiki a Miki
- 1979 – Slniečko na motúze
- 1979 – Pozdrav pionierom
- 1982 – Konôpka
- 1987 – Monikine cesty
- 2005 – Meduškin košíček rozprávok a básničiek

### Televizní a rozhlasová tvorba
- 1973 – Rudienka
- 1973 – Roztancované kráľovstvo
- 1975 – Štyri zlaté klasy
- 1977 – Belasý krčah
- 1978 – Ľudská láska
- Meduška
- Farbuška

### Loutkové hry
- 1968 – Loktibrada
- 1968 – Dvaja bratia a princezná